# گمینا مروزه
گمینا مروزه (به لهستانی:  Gmina Mrozy) یک گمینا در لهستان است که در شهرستان مینگسک واقع شده‌است. گمینا مروزه ۱۴۵٫۲۴ کیلومتر مربع مساحت و ۸٬۷۸۵ نفر جمعیت دارد.